# Tsushima (miasto)
Tsushima (jap. 津島市 Tsushima-shi) – miasto w Japonii, w prefekturze Aichi, na wyspie Honsiu.

## Położenie
Miasto leży w zachodniej części prefektury, graniczy z:
- Aisai
- Ama
- Kanie

## Historia
Wioska Tsushima powstała w sierpniu 1871 roku. 1 października 1889 roku Tsushima zdobyła status miasteczka („chō”), a 1 marca 1947 roku zdobyła status miasta.
Co roku, pod koniec lipca, odbywa się w mieście festiwal Tennō (jap. 尾張津島天王祭 Owari Tsushima Tennō matsuri), który według niektórych źródeł trwa od okresu Muromachi.

## Populacja
Zmiany w populacji Tsushimy w latach 1970–2015:
| Rok  | Populacja |
| ---- | --------- |
| 1970 | 51 441    |
| 1975 | 58 241    |
| 1980 | 59 049    |
| 1985 | 58 735    |
| 1990 | 59 343    |
| 1995 | 63 723    |
| 2000 | 65 422    |
| 2005 | 65 547    |
| 2010 | 65 258    |
| 2015 | 63 431    |